# Рейнър (ледник)
Ледникът Рейнър (на английски: Rayner Glacier) е долинен ледник в Източна Антарктида, Земя Ендърби с дължина около 90 km и ширина до 19 km. Води началото си от планината Най (връх Олдердайс – 1662 m) и „тече“ в северна посока. Отдясно в него се „влива“ мо-малкия ледник Тайер. „Влива“ се в южната част на залива Лена (Кейси) на море Космонавти от Индоокеанския сектор на Южния океан.
Ледникът Рейнър е открит и картиран на базата на извършената топографска снимка от австралийската антарктическа експедиция през 1956 г. с ръководител Дъглас Леки и е наименуван в чест на Джак Максуел Рейнър (1906 – 1982), директор на Бюрото за национални ресурси на Австралийския департамент за национално развитие.